# I marciapiedi di New York (film 2001)
I marciapiedi di New York è un film del 2001, diretto, scritto, prodotto ed interpretato da Edward Burns.

## Trama
Ambientato tra il Queens, Manhattan e il Greenwich, il film racconta uno spaccato di vita di sei newyorkesi alla ricerca del senso della vita, tra amore, sesso e i sogni di una generazione di trentenni.